# Conrad Christoph von Ahlefeldt

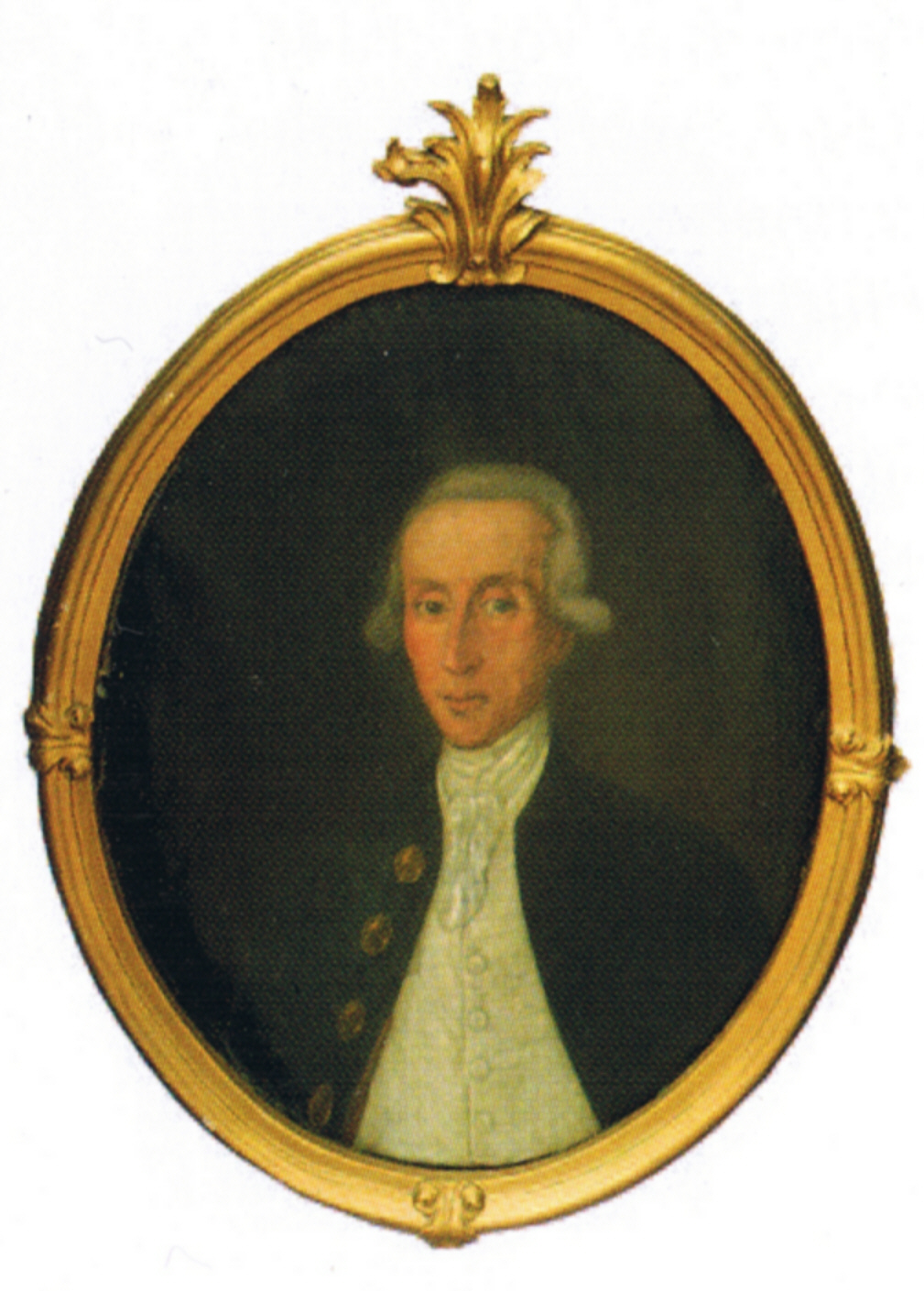
Conrad Christoph von Ahlefeld (1768–1853)

Conrad Christoph Graf von Ahlefeldt (* 1768; † 1853 in Uetersen) war Erb- und Gerichtsherr auf Ascheberg, Kammerherr, Land- und Obergerichtsrat in Glückstadt und Klosterpropst von Uetersen.

## Leben
Er war Mitglied der einflussreichen Adelsfamilie von Ahlefeldt und wurde am 31. Dezember 1818 als Nachfolger von Josias von Qualen zum Klosterpropst des Klosters Uetersen gewählt. Unter seiner Führung wurde das im Jahr 1734 von Jasper Carstens erbaute Haus des Propstes von Grund auf saniert. In seiner Amtszeit kam die Erstveröffentlichung der Briefe Goethes an die Uetersener Stiftdame Augusta Louise zu Stolberg-Stolberg heraus, die für viel Aufsehen sorgte. 1847 trat er von seinem Amt zurück und verstarb wie seine Gemahlin 1853 in Uetersen.